# Кенна Джеймс
Кенна Джеймс (англ. Kenna James; нар. 16 січня 1995 в Евансвілі, Індіана, США) — американська порноактриса й еротична фотомодель.

## Життєпис
Після закінчення середньої школи планувала стати ветеринаркою. Працювала офіціанткою і хостес в китайському ресторані, а також в гастрономі. 
У 18 років танцювала стриптиз, пізніше також почала зніматися на вебкамеру. Через модельний вебсайт її знайшов порноагент, і в грудні 2014 у віці 19 років вона потрапила в порноіндустрію, перші зйомки були сценами з мастурбацією. Протягом двох років знімалася тільки в лесбійських сценах. У березні 2017 року у відео Kenna's Sexual Fantasy студії X-Art вперше знялася в сцені з чоловіком, яким став Джеймс Дін. У тому ж місяці вперше знялася в сцені тріолізму (Ж/Ж/Ч) для порносайту Colette з Наталією Старр і Джеймсом Діном.
Знімається для порностудій Brazzers, Digital Playground, FM Concepts, Girlfriends Films, Girlsway, Mile High, X-Art та інших.
В лютому 2015 була обрана журналом Penthouse «Кішечкою місяця». Через два місяці порносайт Twistys назвав її Treat of the Month. У липні 2015 стала Honey of the Month журналу Hustler. У жовтні того ж року знялася в образі кібер-дівчини для Playboy. А в 2016 році була обрана «Кішечкою року» Penthouse. У березні 2018 року стала Cherry of the Month за версією порносайту Cherry Pimps.
У серпні 2019 року знята у першій анального сексу для порностудії Tushy.
Станом на жовтень 2019 року знялася в більш ніж 200 порнофільмах.
Бісексуальна.

## Нагороди та номінації
| Рік  | Нагорода         | Результат | Категорія                                                                                  | Фільм                                                  |
| ---- | ---------------- | --------- | ------------------------------------------------------------------------------------------ | ------------------------------------------------------ |
| 2016 | AVN Award        | Номінація | Лесбійська виконавиця року                                                                 | Н/Д                                                    |
| 2016 | AVN Award        | Номінація | Краща лесбійська групова сцена (разом з Аідрою Фокс і Ей Джей Епплгейт)                    | Girls Kissing Girls 17                                 |
| 2016 | AVN Award        | Номінація | Краща лесбійська сцена (разом з Мією Малковою)                                             | Mia Loves Girls                                        |
| 2016 | AVN Award        | Номінація | Fan Award: Hottest Newcomer                                                                | Н/Д                                                    |
| 2016 | XBIZ Award       | Номінація | Лесбійська виконавиця року                                                                 | Н/Д                                                    |
| 2016 | XRCO Award       | Номінація | Краща лесбійська виконавиця                                                                | Н/Д                                                    |
| 2017 | AVN Award        | Номінація | Лесбійська виконавиця року                                                                 | Н/Д                                                    |
| 2017 | AVN Award        | Номінація | Краща лесбійська сцена (разом з Крістен Скотт)                                             | First Lesbian Summer                                   |
| 2017 | XBIZ Award       | Номінація | Лесбійська виконавиця року                                                                 | Н/Д                                                    |
| 2017 | XBIZ Cam Award   | Номінація | Краща порно/вебкам-зірка                                                                   | Н/Д                                                    |
| 2018 | XBIZ Award       | Номінація | Лесбійська виконавиця року                                                                 | Н/Д                                                    |
| 2019 | AVN Award        | Номінація | Краща акторка другого плану                                                                | The Puppeteer                                          |
| 2019 | AVN Award        | Номінація | Краща лесбійська групова сцена (разом з Ебіґейл Мек і Ейпріл О'Ніл)                        | Fantasy Factory: Wastelands                            |
| 2019 | NightMoves Award | Номінація | Краща лесбійська виконавиця                                                                | Н/Д                                                    |
| 2019 | XBIZ Award       | Номінація | Краща акторка другого плану                                                                | Love in the Digital Age                                |
| 2019 | XBIZ Award       | Номінація | Краща акторка другого плану                                                                | The Possession of Mrs. Hyde                            |
| 2019 | XBIZ Award       | Номінація | Краща сцена сексу — тільки дівчата (разом з Евелін Клер)                                   | Classic Porn                                           |
| 2019 | XBIZ Award       | Номінація | Краща сцена сексу — тільки дівчата (разом з Ейпріл О'Ніл)                                  | Fantasy Factory: Wastelands                            |
| 2020 | AVN Award        | Номінація | Краща акторка другого плану                                                                | Teenage Lesbian                                        |
| 2020 | AVN Award        | Номінація | Краща лесбійська сцена (разом з Шарлоттою Стоклі)                                          | Confessions of a Sinful Nun 2: The Rise of Sister Mona |
| 2020 | AVN Award        | Номінація | Краща сцена сексу в віртуальній реальності (разом з Бамбіно, Джейд Найл і Крістіаною Чінн) | Desert Orgy                                            |
| 2020 | XBIZ Award       | Номінація | Виконавиця року                                                                            | Н/Д                                                    |
| 2020 | XBIZ Award       | Номінація | Лесбійська виконавиця року                                                                 | Н/Д                                                    |
| 2020 | XBIZ Award       | Перемога  | Краща акторка другого плану                                                                | Teenage Lesbian                                        |
| 2020 | XBIZ Award       | Номінація | Краща акторка тематичного фільму — табу                                                    | In Vivo                                                |
| 2020 | XBIZ Award       | Номінація | Краща сцена сексу — віньєтка (разом з Джонні Сінсом)                                       | Natural Beauties 10                                    |
| 2020 | XBIZ Award       | Перемога  | Краща сцена сексу — тільки дівчата (разом з Шарлоттою Стоклі)                              | Confessions of a Sinful Nun 2: The Rise of Sister Mona |
| 2020 | XBIZ Award       | Номінація | Краща сцена сексу — тільки дівчата (вместе з Чері Девілль)                                 | Girlcore: A Delicate Vice                              |
| 2020 | XBIZ Award       | Номінація | Краща сцена сексу — тільки дівчата (разом з Крістен Скотт)                                 | Teenage Lesbian                                        |

## Вибрана фільмографія
- 2015 — A Mother Daughter Thing 3
- 2015 — Glamour Solos 4
- 2015 — Lesbian Adventures — Older Women Younger Girls 8
- 2015 — Lesbian Beauties 14 — Interracial
- 2015 — Mother Lovers Society 14[31]
- 2016 — A Lesbian Romance
- 2016 — A Soft Touch[32]
- 2016 — First Love
- 2016 — Going Bonkers
- 2016 — Lesbian Analingus 8
- 2016 — Lesbian Massage
- 2016 — Many Fucks Were Given
- 2016 — Pledge
- 2016 — Spring Break Fuck Parties 8
- 2017 — Best Of Webyoung Sisters
- 2017 — Erotic Tall Tales
- 2017 — Frigid
- 2017 — Interracial Encounters[33]
- 2017 — My Neighbor's Wife 2
- 2018 — Classic Porn
- 2018 — Girl Time 2
- 2018 — Lesbian Anatomy
- 2018 — Peer Pressure
- 2018 — The Masseuse 12[34]